# Принц (фильм, 2014)
«Принц» (англ. The Prince) — кинофильм, криминальный триллер режиссёра Брайана А. Миллера. Совместное производство США и Великобритания, 2014 год.

## Сюжет
Скромный автомеханик Пол (Джейсон Патрик) из Миссисипи — мужчина средних лет, тщательно скрывающий своё прошлое. Его дочь Бет (Джиа Мантенья), девушка старшего школьного возраста, неожиданно исчезает. Пол отправляется на её поиски. К нему присоединяется подруга Бет Анджела (Джессика Лаундс). Выясняется, что девушка была связана с наркодилером по кличке «Фармацевт» (Кёртис Джеймс Джексон). Дальнейшие поиски ведут в Новый Орлеан к местному криминальному авторитету Омару (Брюс Уиллис) — старому врагу главного героя. Двадцать лет назад, как выясняется, Пол был сотрудником спецслужбы и в ходе проведения боевой операции стал виновником гибели жены и маленькой дочери Омара.

## В ролях
- Джейсон Патрик — Пол
- Брюс Уиллис — Омар
- Джон Кьюсак — Сэм
- Кёртис Джексон (50 Cent) — «Фармацевт», наркодилер
- Рейн — Марк
- Джессика Лаундс — Анджела
- Джиа Мантенья — Бет
- Джесси Пруэтт — Уилсон
- Бонни Сомервилл — Сьюзан
- Джонатон Шек — Фрэнк

## Критика
Критика фильма абсолютно негативна. Village Voice считает, что «триллер настолько плох, что самое примечательное, что есть в нём — вступительные титры, содержащие список из 19 (!) исполнительных продюсеров». Variety в своей рецензии называет главную причину, по которой достаточно хорошие актёры Брюс Уиллис и Джон Кьюсак согласились на небольшие роли в столь плохом проекте, — «продажность» (англ. venality). Участие же в неосмысленных эпизодах «чёрного» рэпера Кёртиса Джеймса «50 Cent» и корейского поп-идола Чона Джихуна «Рейна» объясняет лишь необходимостью соблюдения установленного баланса в кинопроизводстве различных этносов. Обозреватель Los Angeles Times считает, что фильм имеет запах чего-то испорченного и обвиняет его в прямом копировании предыдущей работы режиссёра — фильма «Изгой». Откровенно издевательский тон поддерживает Daily News (Нью-Йорк): «не моргайте, вы можете просмотреть сцену с Кёртисом Джеймсом» или «„Принц“ не просто ужасает, он удручает».
Отзывы в российских изданиях схожи. Путеводитель по кино EvilGround: «Без пяти минут, худший фильм года <…> К ужасной картинке, постановке, тупому сюжету, актёрам, которые не хотят даже пытаться играть, добавляется ядерная нудность. Через двадцать минут смотреть становится невыносимо и эта невыносимость ощущается всем организмом».